# Microsema ustimacula
Microsema ustimacula är en fjärilsart som beskrevs av Louis Beethoven Prout 1910. Microsema ustimacula ingår i släktet Microsema och familjen mätare. Inga underarter finns listade i Catalogue of Life.